# 大河しのぶ
大河 しのぶ（おおかわ しのぶ）は、日本のアニメーター。

## 来歴
生年月日は現時点では判明していないが、作画監督担当になったのがすべて2010年代の回である。
『かみさまみならい ヒミツのここたま』では、キャラクターデザイナーも兼務していたが、この作品ではこちらがメインであり、2016年の途中からはキャラデザのみの担当に変更されている。『月刊アニメディア』2016年7月号には自身のイラストが掲載されており、同作品のスタッフとしての紹介なのか描かれているのはこの作品のキャラクターである。

## 参加作品

### テレビアニメ
2009年
- 夢色パティシエール（作画監督） - 担当になったのは2010年以降の回
- たまごっち!（作画監督） - 担当になったのは2010年以降の回

2011年
- ちはやふる（作画監督補佐）

2012年
- たまごっち! ゆめキラドリーム（作画監督）
- アクセル・ワールド（総作画監督協力）

2013年
- たまごっち! みらくるフレンズ（総作画監督）

2014年
- GO-GO たまごっち!（作画監督・総作画監督（東海林康和と共同））

2015年
- かみさまみならい ヒミツのここたま（キャラクターデザイン・総作画監督（第22話まで））
  - 総作画監督としては、東海林康和と大体2話交互で担当していた。以降大河の枠には大野美葉が引き継いだ。また、オープニングと第1エンディングの作画監督も担当していた。

2018年
- キラキラハッピー★ ひらけ!ここたま（キャラクターデザイン・総作画監督）

2021年
- 異世界食堂2（プロップデザイン・総作画監督）

2022年
- ラブオールプレー（総作画監督）

2023年
- 薬屋のひとりごと（総作画監督）

2024年
- 月刊モー想科学（作画監督・総作画監督）
- ダンジョンの中のひと（作画監督）

### 劇場アニメ
- ポケモン・ザ・ムービーXY 光輪の超魔神 フーパ（2015年、作画監督）

### Webアニメ
- モノのかみさま ここたま（2019年、作画監督）